# Postomino
Pour la gmina, voir Postomino (gmina).
Postomino est une localité polonaise, siège de la gmina rurale de Postomino, située dans le powiat de Sławno en voïvodie de Poméranie-Occidentale. Elle se trouve à environ 15 km au nord de Sławno et 184 km au nord-est de la capitale régionale Szczecin.

## Géographie

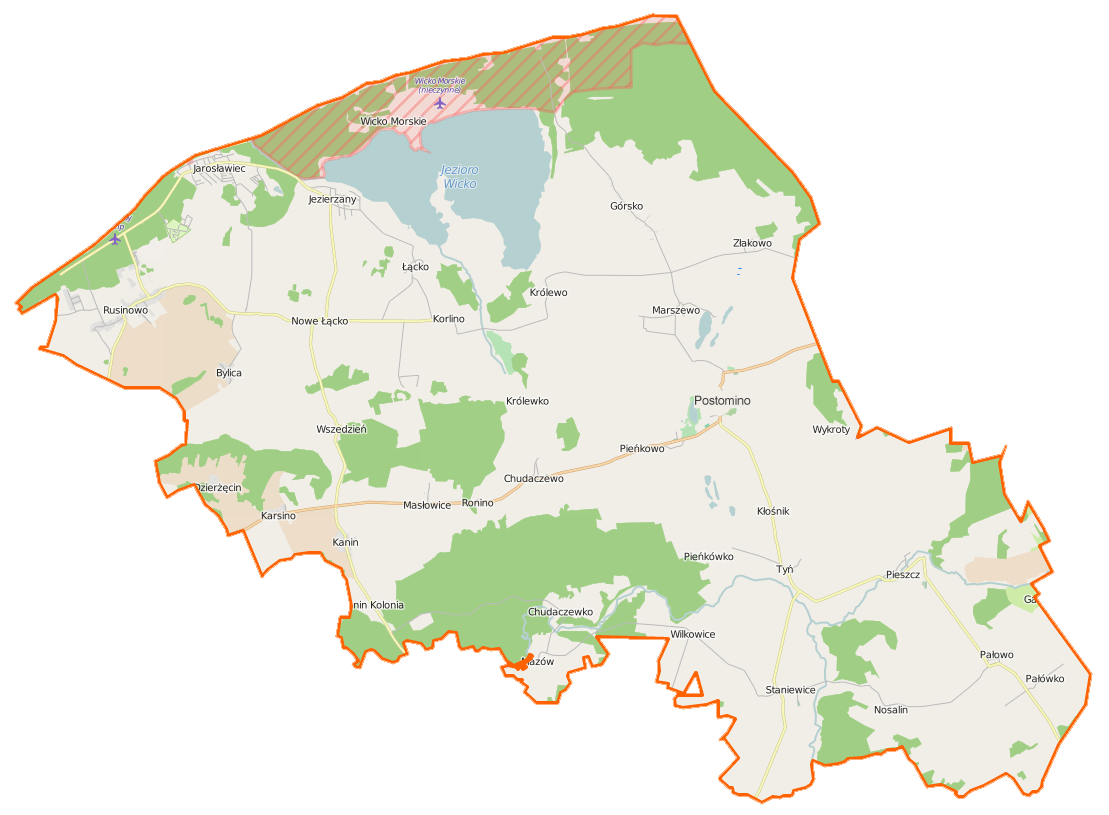
Carte de la gmina de Postomino.

## Histoire
De 1725 à 1945, Pustamin fait partie de l'arrondissement de Schlawe-en-Poméranie (de) dans le district de Köslin de la province prussienne de Poméranie.